# Beg for Mercy
A Beg for Mercy  a G-Unit nevű hiphopcsapat bemutatkozó albuma. 2003. november 3-án jelent meg. Az Amerikai Egyesült Államokban több mint 2 millió kelt el belőle (összesen több mint 4 millió darab).

## Számok listája
| #  | Cím                     | Producer(ek)               | Közreműködő előadó(k) | Idő  |
| -- | ----------------------- | -------------------------- | --------------------- | ---- |
| 1  | "G-Unit"                | Hi-Tek                     |                       | 3:29 |
| 2  | "Poppin' Them Thangs"   | Dr. Dre & Scott Storch     |                       | 4:01 |
| 3  | "My Buddy"              | Thayod Ausar               |                       | 3:44 |
| 4  | "I'm So Hood"           | DJ Mil                     |                       | 2:26 |
| 5  | "Stunt 101"             | Denaun Porter              |                       | 3:52 |
| 6  | "Wanna Get To Know You" | Red Spyda                  | Joe                   | 4:25 |
| 7  | "Groupie Love"          | Dirty Swift                |                       | 4:14 |
| 8  | "Betta Ask Somebody"    | Fusion Unltd. & Jack One   |                       | 3:53 |
| 9  | "Footprints"            | Nottz                      |                       | 4:21 |
| 10 | "Eye for Eye"           | B Millham                  |                       | 3:56 |
| 11 | "Smile"                 | No I.D.                    |                       | 3:38 |
| 12 | "Baby You Got"          | Megahertz                  |                       | 4:04 |
| 13 | "Salute U"              | 7th EMP                    |                       | 3:00 |
| 14 | "Beg for Mercy"         | Black Jeruz & Sha Money XL |                       | 2:39 |
| 15 | "G'd Up"                | Dr. Dre                    |                       | 4:47 |
| 16 | "Lay You Down"          | DJ Khalil                  |                       | 4:03 |
| 17 | "Gangsta Shit"          | Needlz                     |                       | 4:12 |
| 18 | "I Smell Pussy"         | Sam Sneed                  |                       | 3:58 |